# ژارسی آنیسیو گارسیا سانتوس
ژارسی آنیسیو گارسیا سانتوس (انگلیسی: Jorcey Anísio Garcia Santos؛ زادهٔ ۲۴ اکتبر ۱۹۷۲) مربی فوتبال اهل برزیل است.وی اکنون مربی دوارزبان های پرسپولیس است
از باشگاه‌هایی که در آن بازی کرده‌است می‌توان به باشگاه فوتبال فلامینگو اشاره کرد.